# Estado Libre de Schaumburg-Lippe
El Estado Libre de Schaumburg-Lippe (en alemán: Freistaat Schaumburg-Lippe) fue creado tras la abdicación del príncipe Adolfo II de Schaumburg-Lippe, el 15 de noviembre de 1918. Fue un estado en Alemania durante la República de Weimar y el Tercer Reich, encabezado por un Ministro-Presidente. El gobierno democrático fue suprimido durante el gobierno nazi, siendo el Ministro-Presidente y su Landtag (parlamento), reemplazados por el cargo de "Gobernador del Reich" (Reichsstatthalter). Al final de la Segunda Guerra Mundial el gobierno militar británico de ocupación decretó el 1 de noviembre de 1946 la unión de Schaumburg-Lippe, Hannover, Braunschweig, y Oldemburgo para formar el nuevo estado de Baja Sajonia.

## Gobernantes del Estado Libre de Schaumburg-Lippe

### Ministro de Estado
- Friedrich Freiherr von Feilitzsch  (15 de noviembre de 1918-3 de diciembre de 1918)

### Presidente del Consejo de Estado
- Heinrich Lorenz (SPD)  (4 de diciembre de 1918 - 14 de marzo de 1919)

| Nombre            | Nombre              | Asume el cargo | Deja el cargo | Partido | Partido       |
| ----------------- | ------------------- | -------------- | ------------- | ------- | ------------- |
|                   | Otto Bönners        | 1919           | 1922          |         | Independiente |
|                   | Konrad Wippermann   | 1922           | 1925          |         | Independiente |
|                   | Erich Steinbrecher  | 1925           | 1927          |         | SPD           |
|                   | Heinrich Lorenz     | 1927           | 1933          |         | SPD           |
| Reichskommissar   |                     |                |               |         |               |
|                   | Hans-Joachim Riecke | 1933           | 1933          |         | NSDAP         |
| Landespräsident   |                     |                |               |         |               |
|                   | Karl Dreier         | 1933           | 1945          |         | NSDAP         |
| Reichsstatthalter |                     |                |               |         |               |
|                   | Alfred Meyer        | 1933           | 1945          |         | NSDAP         |